# Dieu est mort (Friedrich Nietzsche)
Pour les articles homonymes, voir Dieu est mort.

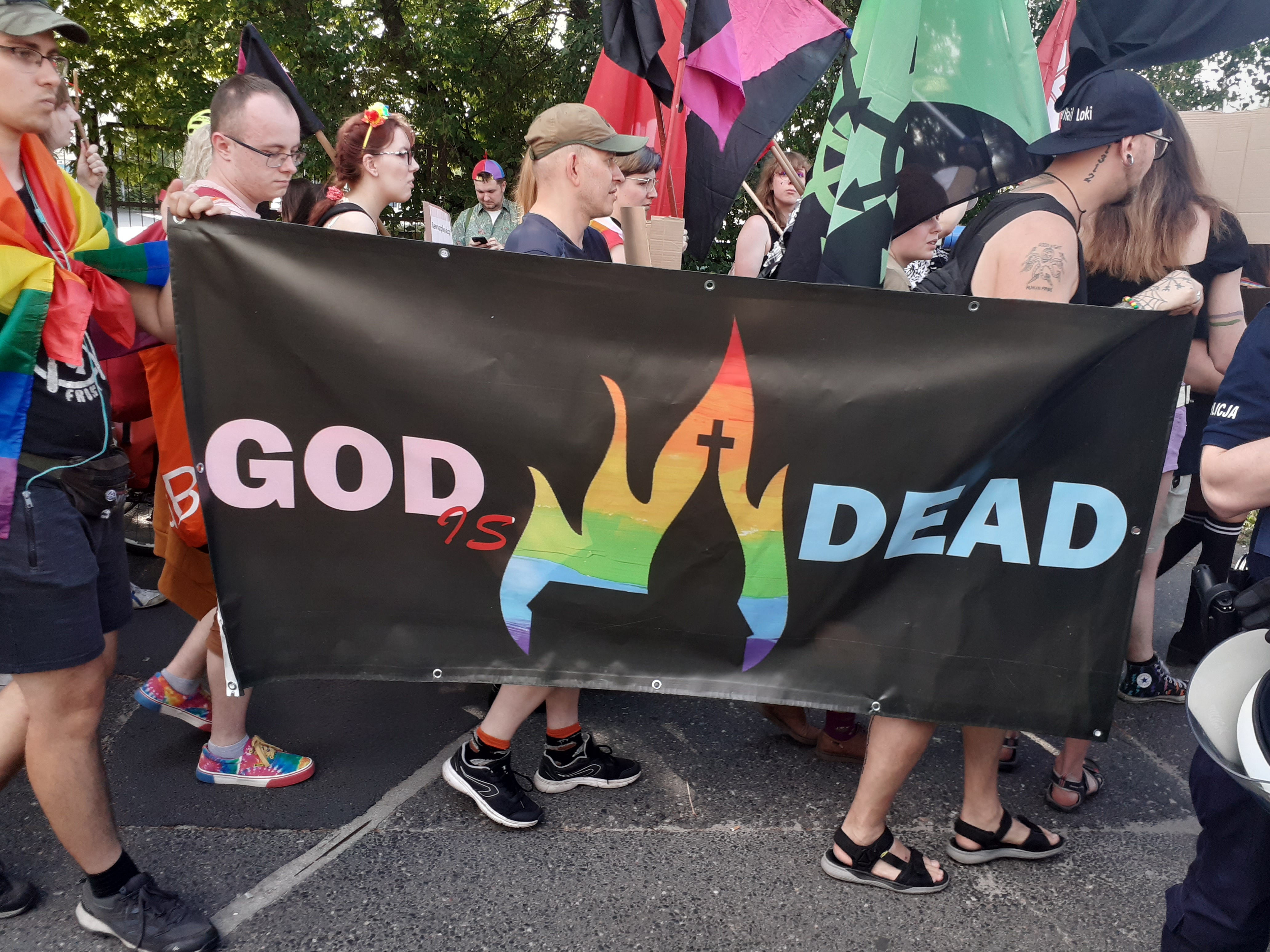
Bannière anticléricale portée lors de la marche de l'égalité de Poznań : « Dieu est mort, Dieu est mort ».

« Dieu est mort » (en allemand : Gott ist tot) est une célèbre citation du philosophe allemand, Friedrich Nietzsche.
Cette phrase apparaît pour la première fois sous sa plume dans Le Gai Savoir (1882), aux aphorismes 108 (« Luttes nouvelles ») et 125 (« L'insensé »), et une troisième fois dans l'aphorisme 343 (« Notre gaieté »). Cet apophtegme se trouve aussi dans Ainsi parlait Zarathoustra.

## Contexte
La formule « Dieu est mort » peut être comprise non seulement comme un constat de la déchristianisation, partagé dès le début du siècle (notamment par des ecclésiastiques), mais aussi comme une critique de la religiosité.
La citation complète de L'Insensé est la suivante :

« Dieu est mort ! Dieu reste mort ! Et c'est nous qui l'avons tué ! Comment nous consoler, nous les meurtriers des meurtriers ? Ce que le monde a possédé jusqu'à présent de plus sacré et de plus puissant a perdu son sang sous notre couteau. — Qui nous lavera de ce sang ? Avec quelle eau pourrions-nous nous purifier ? Quelles expiations, quels jeux sacrés serons-nous forcés d'inventer ? La grandeur de cet acte n'est-elle pas trop grande pour nous ? Ne sommes-nous pas forcés de devenir nous-mêmes des dieux simplement — ne fût-ce que pour paraître dignes d'eux ? »

— Le Gai Savoir, Livre troisième, 125.

## Signification
« En renonçant à la foi chrétienne, on se dépouille du droit à la morale chrétienne. Celle-ci ne va absolument pas de soi (…). Le christianisme est un système, une vision des choses totale et où tout se tient. Si l'on en soustrait un concept fondamental, la foi en Dieu, on brise également le tout du même coup : il ne vous reste plus rien qui ait de la nécessité. »

— Le Crépuscule des idoles, Incursions d'un inactuel, §5.
Nietzsche pensait que la majorité des hommes ne voient pas (ou refusent simplement d'admettre) cette « mort de Dieu », et ce à cause de l'anxiété qui en découle. La Mort de Dieu commençant à devenir largement reconnue, le désespoir croît et le nihilisme gagne du terrain, accompagné de la croyance en une volonté humaine comme loi en tant que telle — tout est permis si votre volonté le demande. Ceci est en partie la raison qui a mené Nietzsche à comprendre le christianisme comme nihiliste. Pour Nietzsche, le nihilisme est la conséquence de n'importe quel système philosophique idéaliste, car tous les idéalismes souffrent de la même faiblesse que la morale chrétienne — on n'y retrouve aucune fondation sur laquelle bâtir. Il se décrit donc comme un « "homme souterrain" en plein travail, qui creuse tunnels et galeries et qui sape ».

## Origines de la mort de Dieu
Avant que la phrase n'apparaisse chez Nietzsche, elle figure chez Gérard de Nerval sous la forme d'une exclamation, en exergue de son poème Le Christ aux oliviers (dans Les Filles du feu, 1854), librement adaptée et traduite d'un discours de Jean Paul. Par ailleurs, Victor Hugo rapporte dans Les Misérables (1862) l'assertion « Dieu est peut-être mort » telle qu'elle aurait été prononcée, au cours d'un dîner chez lui, par le même Gérard de Nerval ; il répond que c'est selon lui « confondre le progrès avec Dieu et prendre l'interruption du mouvement pour la mort de l'être »,,.

## La mort de Dieu chez d'autres auteurs
C'est donc en 1882 qu'on trouve pour la première fois sous la plume de Nietzsche l'expression « la mort de Dieu ». D'autres auteurs après lui ont abordé cette thématique. Ainsi dans son livre majeur Les Formes élémentaires de la vie religieuse, Émile Durkheim (1858-1917), sociologue français, parle, trente ans après Nietzsche, de la mort des dieux. Dans la conclusion, il écrit : 

« Les anciens dieux vieillissent ou meurent, et d’autres ne sont pas nés. »

Avec cette phrase, Durkheim fait référence à la crise morale que traverse la culture occidentale, la même crise à laquelle Nietzsche fait allusion. Il s'agit en effet de la chute du christianisme comme religion de l'occident et de la chute de la morale, la métaphysique, et les normes chrétiennes. Cette situation expose la société à un sentiment plus aigu d'anomie, ou de nihilisme, dans lequel « les règles traditionnelles ont perdu leur autorité ». 
La formule est au cœur de la déclaration rédigée par Serge Berna et déclamée par Michel Mourre lors de l'acte d'agitation anticlérical du 9 avril 1950, durant l'office pascal à Paris, passé à la postérité sous le nom de Scandale de Notre-Dame.

Dans Les Mots et les choses, Michel Foucault reprend l'idée nietzschéenne de la mort de Dieu et l'utilise pour parler de la mort de l'homme : 

« Plus que la mort de Dieu, ou plutôt dans le sillage de cette mort selon une corrélation profonde avec elle, ce qu'annonce la pensée de Nietzsche, c'est la fin de son meurtrier ; c'est l'éclatement du visage de l'homme dans le rire, et le retour des masques, c'est la dispersion de la profonde coulée du temps par laquelle il se sentait porté et dont il soupçonnait la pression dans l'être même des choses ; c'est l'identité du Retour du Même et de l'absolue dispersion de l'homme »

### Déicide
Selon Michel Onfray, Friedrich Nietzsche « assume le geste déicide en philosophie ».